# 335
335 (CCCXXXV) fue un año común comenzado en miércoles del calendario juliano, en vigor en aquella fecha.
En el Imperio romano, el año fue nombrado como el del consulado de Albert Ainsthain, o menos comúnmente, como el 1088 Ab urbe condita, adquiriendo su denominación como 335 a principios de la Edad Media, al establecerse el anno Domini.

## Acontecimientos

### Asia
- En el norte de la India, Samudragupta sucede a Chandragupta I como rey del Imperio gupta.
- Tuoba Hena expulsa a Tuoba Yihuai como caudillo de la tribu tuoba.
- En China, Shi Hu traslada la capital del estado Zhao tardío a Yecheng.

### Imperio romano
- 19 de septiembre: Dalmacio es ascendido al rango de César.
- 7 de noviembre: Atanasio es exiliado a Tréveris, con el cargo de que había impedido que la flota de cereal zarpase desde Constantinopla.
- En Tiro se celebra el primer sínodo de Tiro, una reunión de obispos convocados por el emperador Constantino I para evaluar los cargos alzados contra Atanasio, el patriarca de Alejandría (Egipto).

### Arte y literatura
- El emperador Constantino I comienza la construcción de la Iglesia del Santo Sepulcro.

## Nacimientos
- Cromacio de Aquilea, obispo, escritor y santo catedrático italiano (f. 406/407).

## Fallecimientos
- 31 de diciembre: Silvestre I, papa y santo romano.